# Bledesbach
Bledesbach ist ein Stadtteil der rheinland-pfälzischen Landstadt Kusel. Bis 1974 war er eine selbständige Gemeinde.

## Lage
Der Ort liegt im sogenannten Musikantenland, einem Teilbereich des Nordpfälzer Bergland zwei Kilometer südwestlich der Kernstadt. Er wird vom gleichnamigen Bach durchflossen. Zu Bledesbach gehört zudem der Bärenfelderhof, der sich nordöstlich des restlichen Siedlungsgebiets befindet.

## Geschichte
Ab dem 12. Jahrhundert gehörte der Ort zur Grafschaft Veldenz und ab dem 15. Jahrhundert zu Pfalz-Zweibrücken; seine erstmalige Erwähnung erfolgte 1436. Im 17. Jahrhundert wurde er zweimal zerstört. Von 1798 bis 1814, als die Pfalz Teil der Französischen Republik (bis 1804) und anschließend Teil des Napoleonischen Kaiserreichs war, war Bledesbach in den Kanton Kusel eingegliedert. 1815 wurde der Ort Österreich zugeschlagen. Bereits ein Jahr später wechselte der Ort in das Königreich Bayern; dort unterstand Bledesbach der Bürgermeisterei Kusel. Von 1818 bis 1862 war der Ort Bestandteil des Landkommissariat Kusel, das anschließend in ein Bezirksamt umgewandelt wurde.
1928 hatte Bledesbach 281 Einwohner, die in 57 Wohngebäuden lebten. Sowohl die Katholiken als auch die Protestanten gehörten seinerzeit zur Pfarrei von Kusel. 1939 wurde der Ort in den Landkreis Kusel eingegliedert. Nach dem Zweiten Weltkrieg wurde Bledesbach innerhalb der französischen Besatzungszone Teil des damals neu gebildeten Landes Rheinland-Pfalz. Im Zuge der ersten rheinland-pfälzischen Verwaltungsreform wurde der Ort Bestandteil der neu gebildeten Verbandsgemeinde Kusel. Zwei Jahre später, am 17. März 1974 wurde Bledesbach in die Stadt Kusel eingemeindet.

## Politik

### Ortsbezirk
Der Stadtteil Bledesbach ist einer von zwei Ortsbezirken der Stadt Kusel und verfügt über einen eigenen Ortsbeirat sowie einen Ortsvorsteher.
Der Ortsbeirat besteht aus 7 Mitgliedern und dem ehrenamtlichen Ortsvorsteher als Vorsitzendem.
Matthias Schäffler (SPD) ist seit dem 26. Juni 2019 Ortsvorsteher von Bledesbach. Eckhard Buchholz (SPD) war als Schäfflers Vorgänger langjähriger Ortsvorsteher des Stadtteils.

## Kultur
Einziges Kulturdenkmal vor Ort ist ein Quereinhaus am Eckweg aus dem Jahr 1877.

## Verkehr
Die Bundesstraße 420 streift den westlichen Siedlungsrand. Durch Bledesbach verläuft die Landesstraße 360, die den Ort mit der Kuseler Kernstadt sowie mit Wahnwegen verbindet. Der Ort ist über die Buslinien 280 und 288 des Verkehrsverbundes Rhein-Neckar an das Nahverkehrsnetz angebunden, die ihn mit der Kernstadt von Kusel sowie mit Homburg verbinden.